# Бец ле Шато
Бец ле Шато (фр. Betz-le-Château) је насељено место у Француској у региону Центар, у департману Ендр и Лоара.
По подацима из 2011. године у општини је живело 576 становника, а густина насељености је износила 12,29 становника/km².

## Демографија
| 1962. | 1968. | 1975. | 1982. | 1990. | 1999. | 2011. |
| ----- | ----- | ----- | ----- | ----- | ----- | ----- |
| 1.121 | 1.015 | 857   | 689   | 619   | 595   | 576   |